# Đội tuyển Fed Cup Puerto Rico
Đội tuyển Fed Cup Puerto Rico đại diện Puerto Rico ở giải đấu quần vợt Fed Cup và được quản lý bởi Hiệp hội Quần vợt Puerto Rico.  Đội hiện tại thi đấu ở Nhóm II khu vực châu Mỹ.

## Lịch sử
Puerto Rico tham dự kì Fed Cup đầu tiên vào năm 1992.  Thành tích tốt nhất của đội là vào vòng Play-off Nhóm Thế giới II năm 2005.